# Wojciech Zamecznik

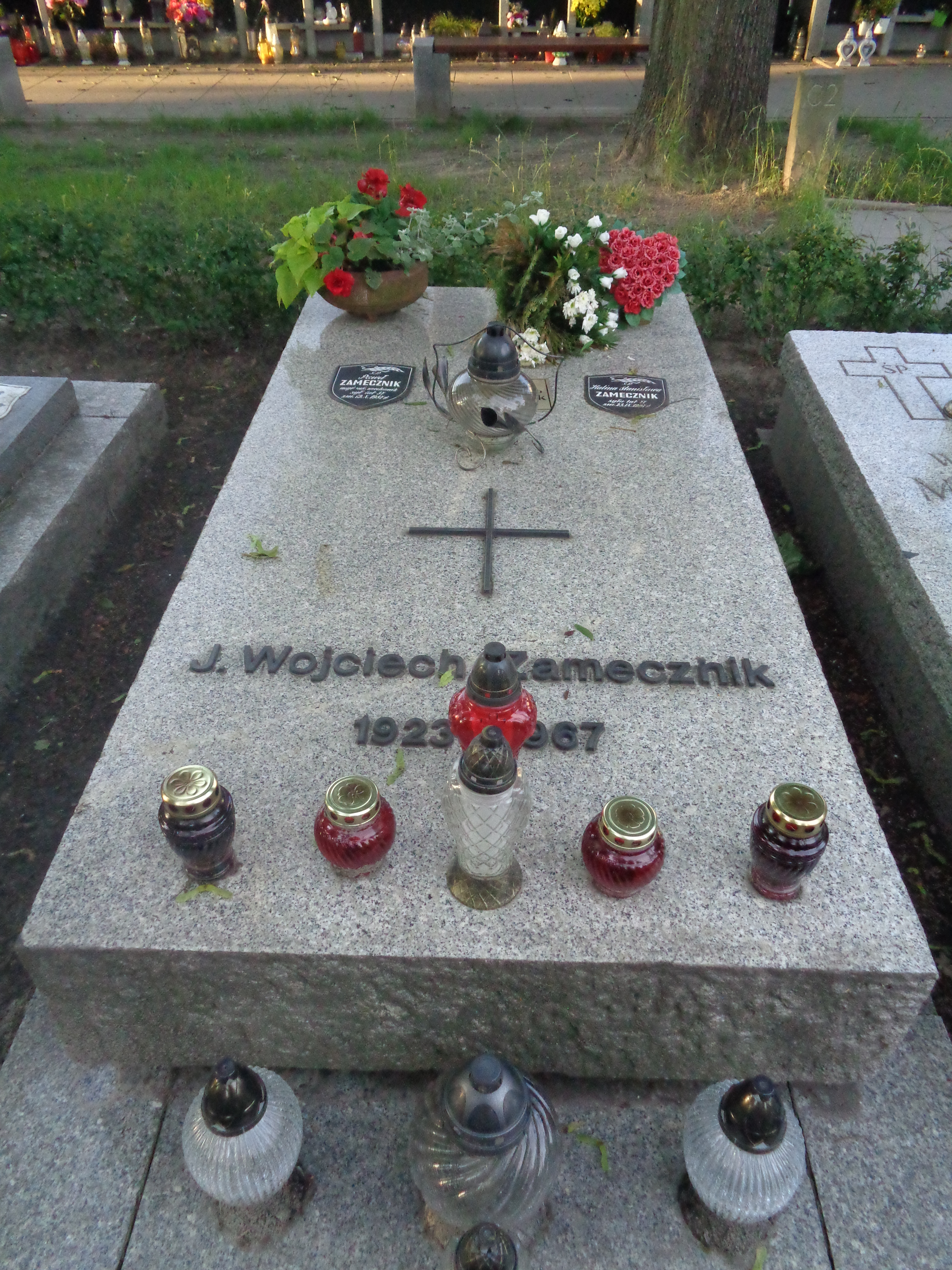
Grób Wojciecha Zamecznika na Cmentarzu Wojskowym

Wojciech Zamecznik (ur. 13 stycznia 1923 w Warszawie, zm. 12 maja 1967 tamże) – polski artysta, z wykształcenia architekt, zajmował się ponadto fotografią, filmem, grafiką użytkową, typografią, wystawiennictwem i scenografią. Znany jest z eksperymentalnego wykorzystania fotografii w tworzeniu plakatu. 

## Życiorys
Syn Juliana. Przed II wojną światową zdał maturę w gimnazjum Wojciecha Górskiego w Warszawie. Rozpoczął naukę w szkole budowy maszyn Wawelberga. W 1940 został aresztowany w łapance ulicznej i wywieziony do obozu w Auschwitz-Birkenau, gdzie był więziony do 1942. Po powrocie do Warszawy studiował na Wydziale Architektury Wnętrza w Zawodowej Szkole Budownictwa, którą ukończył w 1944 z tytułem technika dekoratora. Równocześnie uczestniczył w tajnych kompletach Wydziału Architektury Politechniki Warszawskiej.
Swoją drogę twórczą rozpoczął tuż po wojnie. W latach 1945–1947 pracował jako grafik w Biurze Odbudowy Stolicy. Początkowo zajmował się głównie wystawiennictwem i scenografią tworzoną dla Teatru Małego w Warszawie. Był współautorem m.in. oprawy plastycznej wystawy w Muzeum Narodowym pt. Warszawa oskarża (maj 1945), a za projekt dla Pawilonu Czterech Kopuł (wykonanego wraz z bratem stryjecznym, Stanisławem Zamecznikiem i zrealizowanego w 1948) został nagrodzony na I Ogólnopolskiej Wystawie Architektury Wnętrz i Sztuki Dekoracyjnej (1952). 
Wojciech Zamecznik znany jest przede wszystkim jako plakacista, zaprojektował ich ponad 200. Początkowo wykonywał plakaty malarskie, głównie filmowe. W 1949 wprowadził po raz pierwszy fotografię do swojego projektu. Na początku stosował fotomontaże, potem eliminującą półtony technikę fotogramu. W 1950 w plakacie Festiwal Filmów Radzieckich po raz pierwszy użył efektu rastra widocznego po dużym powiększeniu fotografii. Podobną metodę zastosował w plakacie do filmu Rodzina Sonenbrucków z 1951 wyróżnionym na I Ogólnopolskiej Wystawie Plakatu (1953) oraz w plakacie do filmu Celuloza. Fotogramy tworzone poprzez rozmaite eksperymenty takie jak prześwietlanie, chemiczna obróbka zdjęcia czy zestawianie pozytywu z negatywem były podstawą wykonania takich plakatów jak np. filmowe Kobieta w oknie (1958) czy Proces został odroczony. Za plakat Pociąg z 1959 artysta otrzymał nagrodę im. H. Toulouse-Lautreca na Międzynarodowej Wystawie Plakatu Filmowego w Paryżu (1961) oraz dyplom za najlepszy plakat filmowy na Wystawie Plakatu w São Paulo (1962).
Od 1963 był docentem warszawskiej Akademii Sztuk Pięknych, gdzie w latach 1960–1967 prowadził Pracownię Projektowania Foto-graficznego na Wydziale Grafiki. Zajmował się też filmem animowanym (Italia 61 (1961)).
Styl Wojciecha Zamecznika jest określany jako poważny i surowy, które to cechy potrafiły wybrzmiewać nawet w tak trywialnym temacie jak plakat cyrkowy (Cyrk, 1963). Jednakże w jego twórczości było też miejsce na anegdotę, jak np. w plakacie do filmu Nieznośna dziewczyna (1957).
Od 1950 był członkiem ZPAP, od 1963 - Fédération Internationale de l'Art Photographique, od 1964 - Alliance Graphique Internationale. Pełnił funkcję redaktora tygodnika „Przegląd Kulturalny”, miesięczników: „Fotografia” (od 1953) i „Architektura” (od 1963).
Był mężem Haliny Stanisławy z Kuryłków (1919–1997). Mieli dwóch synów: Juliusza i Pawła (1949–1987).
Zmarł w Warszawie, spoczywa obok żony i syna Pawła na cmentarzu Wojskowym na Powązkach (kwatera C2-4-2).

## Ordery i odznaczenia
- Złoty Krzyż Zasługi (11 lipca 1955)[9]
- Medal 10-lecia Polski Ludowej (19 stycznia 1955)[10]